# レオナルド・ピニツォット
レオナルド・ピニツォット（Leonardo Pinizzotto、1986年8月14日 - ）は、イタリア、ピサ出身の自転車競技（ロードレース）選手。

## 来歴
2007年
イタリアのプロチーム、ランプレ・フォンディタルに研修生として入団。
2010年
2008年からアマチームで活躍していたが、この年、イタリアのコンチネンタルチーム、ミーシュへ移籍。
2011年
ツール・ド・モロッコ　区間優勝（第10）
2013年
2012年シーズン無所属だったが、チームNIPPO-デローザの大門宏がチームに招き入れた。
- ブックル・デ・アルトワ 区間優勝（第３）
- ツール・ド・北海道　区間優勝（第1）